# Johann August Heinrich Ulrich

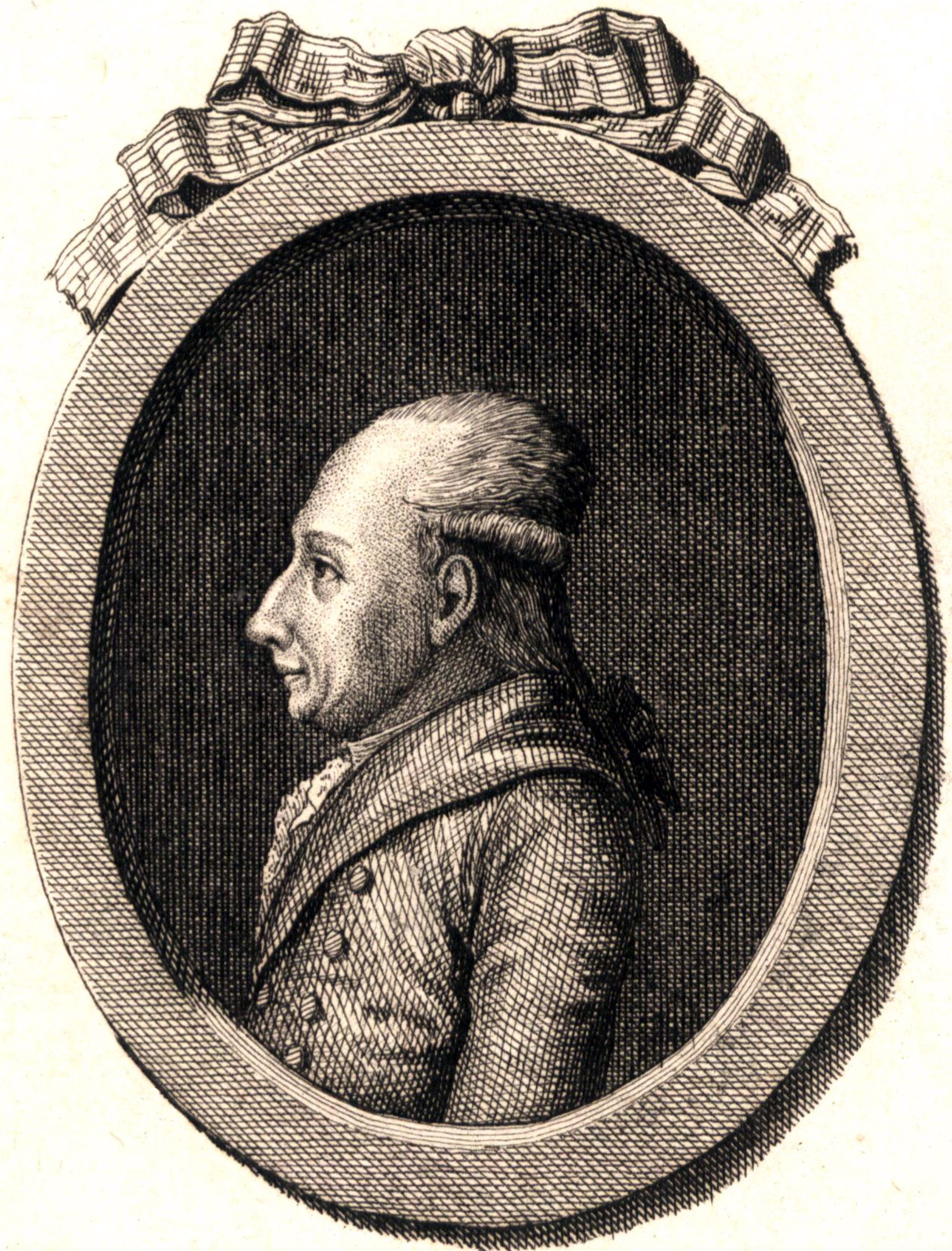
Johann August Heinrich Ulrich

Johann August Heinrich Ulrich (* 16. April 1746 in Rudolstadt; † 4. Februar 1813 in Jena) war ein deutscher Philosoph. Er entwickelte u. a. eine Theorie des menschlichen Handelns mit Bezug auf die physische Organisation des Menschen.

## Leben
Ulrich war der älteste Sohn des Rudolstädter Rektors am dortigen Gymnasium Fridericianum Friedrich Nikolaus Ulrich (* 25. Januar 1712 in Oberweißbach (Schwarzburg); † 13. Dezember 1793 in Rudolstadt) und dessen am 14. Juni 1742 geheirateten Fleischer- und Bürgermeistertochter Margarethe Susanne Filz (Filsun). Aus der Ehe stammen weitere vier Brüder und eine Tochter. Man kennt Johanna Marie Ulrich (* 8. Juni 1734), Johann Friedrich Ulrich, Johann Gottlieb Ulrich (* 17. August 1752 in Rudolstadt) und Ernst Friedrich Gottlieb Ulrich (* 14. November 1756 in Rudolstadt).
Johann August Heinrich besuchte ab dem 22. Februar 1753 das Gymnasium Fridericanum in Rudolstadt und immatrikulierte sich am 26. April 1763 an der Universität Jena, wo er philosophische Studien absolvierte. Er erwarb sich am 26. September 1765 den akademischen Grad eines Magisters der Philosophie und habilitierte sich am 1. März 1766 in Jena. Am 17. Oktober 1767 wurde er Adjunkt der philosophischen Fakultät, war am 8. Mai 1769 außerordentlicher Professor der Philosophie, 1776 ordentlicher Professor der Philosophie und 1783 Professor der Moralphilosophie und Politik. 1783 wurde er Hofrat von Sachsen-Coburg und 1804 geheimer Hofrat von Sachsen-Gotha.

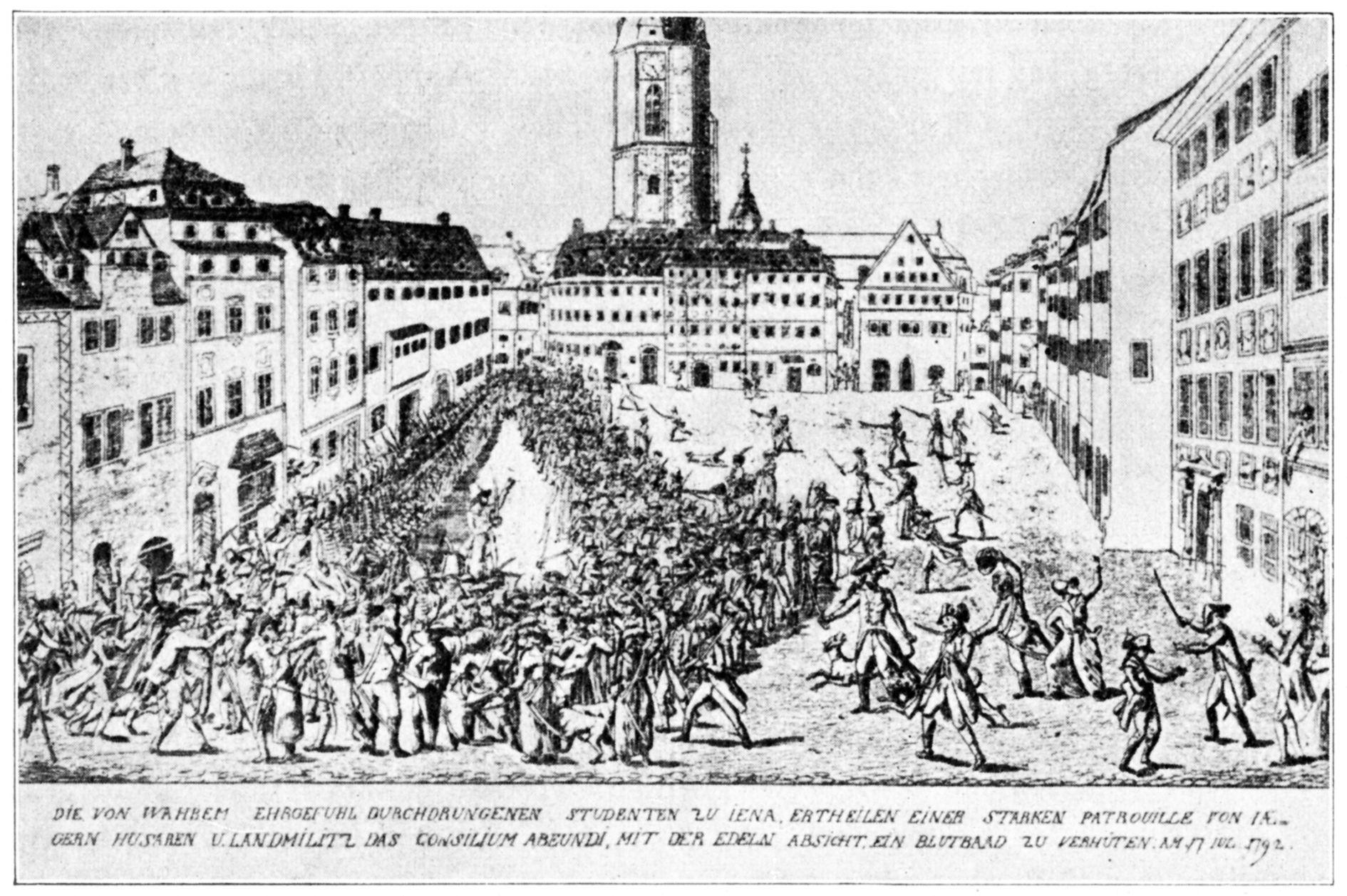
Tumulte zwischen Studenten und Soldaten im Zuge der Schokoladisten-Unruhen (Stich von 1792). Bildunterschrift: „Die vom wahren Ehrgefühl durchdrungenen Studenten in Jena ertheilen einer starken Patrouille von Jägern, Husaren und Landmiliz das Consilium Abeundi mit der edlen Absicht, ein Blutbad zu verhindern. Am 17. Juli 1792.“

Zudem beteiligte sich Ulrich an den organisatorischen Aufgaben der Salana. So war er einige Male Dekan der philosophischen Fakultät und in den Sommersemestern 1792, 1806, 1810 Prorektor an der Jenaer Alma Mater. In seiner 1792 durchgeführten Aufgabe nahm Ulrich während handgreiflicher Auseinandersetzungen zwischen nicht-schlagenden und schlagenden Studenten, Partei für die nicht-schlagenden Studenten. Letztere traten dafür ein, Duelle für alle Studentenorden zu verbieten. Sie beriefen sich u. a. auf Kants ethische Prinzipien. Von ihren Gegnern wurden sie Schokoladisten genannt, weil sie Konflikte bei einer Tasse Schokolade lösen wollten. Ungefähr 60 bis 70 Studenten aus den Reihen der waffenführenden Constantisten demolierte Ulrichs Gartenhaus. In dieser Zeit stand er im brieflichen Kontakt mit Johann Wolfgang von Goethe, der in seiner Tätigkeit als Geheimrat der Regierung in Weimar für die Vollstreckung von Maßnahmen zur Zerschlagung der Studentenorden zuständig war. Aus Protest gegen die Verlegung von Militär in ihre Stadt im Zuge der von den Schokoladisten ausgelösten Studentenunruhen zog am 19. Juli 1792 ein großer Teil der Studenten aus Jena unter Führung der Landsmannschaften bis nach Nohra, dem ersten Ort außerhalb des Fürstentums, um mit diesem Auszug von dort aus für ihre Rechte zu streiten. Nachdem die Weimarer Minister ihre Forderungen erfüllten, zogen sie wieder nach Jena zurück.
1801 war Ulrich mit Friedrich Wilhelm Joseph Schelling Mitglied der Kommission, vor der sich Georg Wilhelm Friedrich Hegel habilitierte.
Er vertrat Gottfried Wilhelm Leibniz nahestehende anthropologische Auffassungen. Dazu veröffentlichte er in Jena Notio certitudinis magis evoluta et ad praescientiam futurorum contingentium – accommodata P. I-III (1766–67). Er beschäftigte sich ferner mit wissenschaftstheoretischen und ausbildungsrelevanten Fragen der Philosophie in seinen Veröffentlichungen Von der Beschaffenheit und dem Nutzen einer Encyklopädie in den Wissenschaften (Jena 1769) und in seinem zweibändigen Werk Erster Umriß einer Anleitung in den philosophischen Wissenschaften (Jena 1772–76). Schließlich diskutierte er in seiner Schrift Initia philosophiae iusti (Jena 1781) Wolff’sche Auffassungen zu wissenschaftlichen Grundlagen der Philosophie und Rechtsgrundsätze.
In seinen Institutiones Logicae et Metaphysicae erläuterte Ulrich Möglichkeiten, sowohl kantische als auch leibnizsche Sichtweisen so zu verbinden, dass ontologische Sichten keine Rolle mehr spielten. D. h., er unterließ es, z. B. denken, empfinden, schlussfolgern jeweils entsprechende geistige Vermögen zu unterstellen. In den folgenden Jahren vertrat er, sowohl in seinen Vorlesungen als auch in seinen Schriften Eleutheriologie oder über Freiheit und Nothwendigkeit (Jena 1788) und seiner Einleitung zur Moral (Jena 1789), die Auffassung, dass deterministische Sichten unvermeidlich seien und erläuterte, wie diese sich mit der Freiheit des Menschen vereinbaren ließen. Diese Zusammenschau von naturgegebenen menschlichen Bedingungen und Entscheidungsfreiheit bezeichnet man als kompatibilistisch. Er setzte sich so deutlich von Kant ab.

## Aspekte seiner Philosophie

### Holistisch und sensualistisch
Freiheit und Determination waren für viele Philosophen seit Beginn der Neuzeit unvereinbar. Geist bzw. Vernunft galten mehrheitlich als die Kraft bzw. Potenz mit der Menschen ihr Handeln und ihren Körper steuern können. Jeder Philosoph, der andere steuernde Ursachen annahm, wurde aus dieser Sicht als Determinist bezeichnet. Ulrichs Determinismus bezog sich im Wesentlichen auf sensualistische und holistische Sichtweisen. Reflektieren, wahrnehmen, vorstellen, empfinden, handeln betrachtete er als Phänomene der leibseelischen Einheit Mensch. Körperliche Empfindungen, meinte er, riefen Vorstellungen, Ideen und Handeln hervor und bestimmten so, was dem Menschen zum Denken und Entscheiden bleibe. Die Anregung zu diesem Gedanken stammte u. a. von Gottfried Wilhelm Leibniz. Vergleichbares findet sich bei Étienne Bonnot de Condillac, David Hume, Claude Adrien Helvétius und Johann Christian Lossius.
Die umfassende Darstellung seiner Gedanken in der Eleutheriologie bezeichnete Ulrich als „die wichtigsten und umgreifendsten Lehrstücke der Philosophie“. Er verknüpfte sie mit einer kritischen Darstellung grundlegend anderer Kantischer Auffassungen. Bereits in seinen Institutiones Logicae et Metaphysicae hatte er angemerkt, dass es den von Kant postulierten reinen Anschauungsformen von Raum und Zeit sowie den zeitlosen Kategorien an einer nachvollziehbaren Basis fehle. Kant habe die zu beweisenden Formen und Kategorien immer schon vorausgesetzt, während er behauptet habe, sie herzuleiten. Damit sprach er ein Grundproblem apriorischer Beweisverfahren an, das auch der schottische Philosoph David Hume 1739 in seiner Abhandlung über die menschliche Natur erörtert hatte.

Parameter des Handelns, wie sie Ulrich in seiner Eleutheriologie beschreibt. Sie stellen eine Art Lebensprogramm dar. Werden diese Tätigkeiten regelmäßig gepflegt, können Menschen ihr Handeln kontinuierlich weiterentwickeln und verbessern.

In seiner Eleutheriologie  ergänzte Ulrich seine Kritik an Kant u. a. in pragmatischer Hinsicht. Er wies darauf hin, dass Menschen unter zeitlichen und sich stets verändernden Bedingungen handelten. Zeitlos gültige und unveränderliche Kategorien seien daher empirisch weder fassbar noch anwendbar. Eine gesunde Vernunft sollte aber nützliche Anregungen zu gemeinschaftsstiftendem Handeln, d. h. zur Sittlichkeit, geben können. Ulrich ging deshalb von Erfahrungen und Beobachtungen aus.
Dabei ergab sich für ihn, dass die physische Organisation des Menschen die notwendigen Anregungen zur Entwicklung einer akzeptablen Sittlichkeit gäbe. Menschen orientierten sich handelnd an eigenen Idealen. Diese Ideale entstünden durch Erlebnisse. Sie seien also sinnlichen Ursprunges, wie alles, was wir uns vorstellen und denken. Sie seien ferner mit angenehmen Empfindungen verbunden. Diese positiven Empfindungen bewirkten das Interesse an den eigenen Idealen und damit an der eigenen Weiterentwicklung.

### Evolutionär
Ferner könne man philosophierend nicht darüber hinweggehen, dass gemeinschaftsstiftendes Handeln sich im Laufe des menschlichen Lebens erst entwickle. In diesem Zusammenhang bezeichnete Ulrich Kant als Neutrum, der diesem Sachverhalt nirgendwo in seinen beiden ersten Kritiken Rechnung getragen habe. Aus den eigenen Idealen und nicht von ewigen Kategorien her entstehe ein hypothetisches Sollen, dem ein Wollen entspräche, sich stetig zu verbessern. Diese Verbesserung könne jeder Mensch eigenständig erreichen, wenn er es sich zur Gewohnheit machte, über sein Handeln nachzudenken, an seiner Gesinnung zu arbeiten und sich aufmerksam den Dingen und Menschen zuwenden, mit denen er es zu tun habe. Kenntnisse und Fähigkeiten zu vervollständigen, gehörte ebenfalls dazu. Auf diese Weise vorbereitet, könnte der Mensch seine Entscheidungsfreiheit so gut wie möglich ausüben.
Im Laufe des Lebens entstehe so die Leichtigkeit des Handelns. Indeterministen müssten dagegen ihr Leben lang einen hohen Kraftaufwand betreiben. Das, was ein Determinist zusammen mit seiner physischen Organisation entwickle, ermögliche es ihm, sich zuverlässiger auf sittliche Vorschriften einzulassen, als Menschen die mit Kraftaufwand Normen befolgten. Da die Verbesserung seines Handelns für einen Deterministen im eigenen Interesse liege, erfülle sich damit auch der Wunsch nach Freiheit. Denn er könne Entscheidungen treffen, die in jedem Augenblick so gut sein könnten, wie es ihm im Hinblick auf die eigene Lebensgeschichte und des bisher Gelernten möglich sei.
Deterministen seien sich darüber im Klaren, dass die Verbesserung der eigenen Sittlichkeit eine lebenslange Aufgabe sei, mit der sie nie fertigwerden. Beschuldigung und Tadel seien hier überflüssig. Auch den Feind Fehler gäbe es nicht mehr, denn: Kein Mensch kan, wenn wir seinen ganzen inneren und ausern Zustand bis auf den ersten Keim verfolgen, schon jezt anders, vollkommener, weiter seyn, als er ist.

## Reaktionen
Mit Ulrichs gesunder Vernunft hat die Vernunftlehre Kants nichts zu tun. Kant ging von unveränderlichen, zeitlosen Kategorien und einer spekulativen Freiheitstheorie aus. Ulrichs Vernunft bezeichnete die Fähigkeit des Menschen, eigenes veränderliches Tun zu reflektieren und Schlussfolgerungen zu ziehen. Seine Freiheitsvorstellung bestand in der Fähigkeit, gemäß eigenen Idealen zu entscheiden. Im Hinblick auf die kantsche Vernunftlehre ergab sich für Ulrich die Frage: Wie soll der Mensch angesichts des Unterschiedes zwischen Erfahrung und den zeitlos gültigen Kategorien der Vernunft, dem Intelligiblen diese umsetzen? Der Königsberger antwortete auf eine entsprechende schriftliche Anfrage Ulrichs nicht.
Erst als eine Rezension zu Ulrichs Institutiones Logicae et Metaphysicae erschienen war, nahm Kant dazu in einer Veröffentlichung Stellung. Er halte das Problem des Herrn Ulrich für ein marginales Problem. Seine Vernunftlehre stehe fest auf ihren Kategorien, die die letzten Gründe unseres menschlichen Handelns und Denkens erklärten und Sittlichkeit ermöglichten. Schwierigkeiten bei der Umsetzung seiner Theorie, könnten diese nicht in Frage stellen.
Der Königsberger Philosoph und Staatswissenschaftler Christian Jakob Kraus, der mit Kant jahrelang freundschaftlichen Kontakt hatte, schrieb eine Rezension zur Eleutheriologie. Kant stellte Kraus dafür eigene Manuskripte zur Verfügung. Die Verbindung des Physischen mit dem Moralischen bzw. der Vernunft, sei ein unlösbares Problem, meinte Kraus auf die Fragestellung Ulrichs nach der Umsetzung der ewigen Kategorien. Die Schlussfolgerungen die Ulrich ziehe, gingen allerdings am Thema vorbei. Sich an physischen Notwendigkeiten zu orientieren, bedeute die Aufgabe jeder Sittlichkeit. Außerdem sei es ausgeschlossen, dass Menschen Urheber ihrer eigenen Sittlichkeit sein könnten.

## Familie
Ulrich verheiratete sich am 29. Juni 1783 in Jena mit Martha Caroline Paulssen (* 9. September 1762 in Jena; † 20. März 1803 ebd.), die Tochter des Jenaer Bürgermeisters Johann Jacob Heinrich Paulssen (* 29. Februar 1724 in Jena; † 11. März 1789 ebd.) und dessen am 25. Juli 1758 in Osterfeld geheirateten Frau Christina Eleonora Lepsius (* 25. August 1742 in Naumburg/Saale; † 4. Juli 1786). Aus der Ehe stammen Kinder. Von diesen kennt man:
- Caroline Ulrich (* 17. Oktober 1784 in Jena; † 3. Mai 1833 ebd.)
- August Ludwig Ulrich (* 12. August 1786 in Jena; † 16. September 1841 Glenham, NY, USA)
- August Leopold Ulrich (* 9. Juli 1791 in Jena), Arzt und preuß. Medizinalrat in Koblenz
- Karl Wilhelm Ulrich (* 28. September 1793 in Jena; † Januar 1822 ebd.)
- Moritz Anton Ulrich (* 31. Januar 1795 in Jena; † 1825 ertrank im Hudson River/USA)
- Louise Rosalie Ulrich (* 26. Januar 1797 in Jena; † 25. Juni 1857 ebd.)
- Karl Robert Ulrich (* 19. Februar 1800 in Jena; † 2. April 1803 ebd.)

## Werke (Auswahl)
- Notio certitudinis magis evoluta et ad praescientiam futurorum contingentium – accommodata P. I-III. Jena 1766–67
- Dissertatio Philosophica Quae Sistit Notionem Certitudinis, Magis Evolutam, Et Ad Asserendam Praescientiam Futurorum Contingentium Itemque Mediam, Quae Dicitur, Scientiam, Translatam. Pars. 1. Jena 1767
- Dissertationis philosophae quae sistit notionem certitudinis, magis evolutam, et ad asserendam praescientiam futurorum contingentium itemque mediam, quae dicitur, scientiam, translatam, pars. 2.̤ Jena 1767 (Resp. Johann Christoph Langstedt)
- Dissertatio Philosophica Quae Sistit Notionem Certitudinis, Magis Evolutam, Et Ad Asserendam Praescientiam Futurorum Contingentium Itemque Mediam, Quae Dicitur, Scientiam, Translatam. Pars. 3. Jena 1767 (Resp. Johann Christoph Langstedt)
- Oratio, fatorum liberalibus artibus expectandorum divinatrix. Jena 1767
- Der vernünftige Christ bey den Tiefen der Gottheit, eine Predigt. Jena 1767
- Specimen artis cogitandi, simplicitatis principiorum mathematicorum aemulae. Jena 1767
- Selectiora quendam de mysteriis in genre. Jena 1768
- Specimen ex theologia naturali, selectiora quaedam de mysteriis in genere exhibens. Jena 1768 (Resp. Ludwig Friedrich Cellarius (1745–1818))
- Von der Beschaffenheit und dem Nutzen eines so genannten Cursus oder Encyclopädie in den Wißenschafften und insbesondere in der Weltweißheit. Eine Einladungsschrift zu einem philosophl. Cursus über Feders Grundriss der philosophischen Wissenschafften und seinen übrigen Wintervorlesungen. Jena 1769
- Diss. quam caute adhibendae sint dectrinae juris in sanctioribus placitis illustrandis ac defendendis. Jena 1769
- Publici Docendi Muneris, Clementissime Sibi Demandati, Sollemni Oratione De Felicitate Doctoris Academici Auspicandi Cerimoniem D. ... Iul. Peragendam Indicit Et Quam Caute Adhibendae Sint Doctrinae Iuris In Sanctioribus Placitis Illustrandis Ac Defendendis, Illustribus Exemplis Ostendit. Jena 1769
- Diss. quousque coactio et vis iniquitate careat, quousque injustitia seu initia juris cogendi in soro interno et externo naturali spectari. Jena 1771 (Resp. Johann Friedrich Ulrich)
- Exercitationes duae exegeticae in S. Matthaei capp. XXII, 29-33 et XXV, 31-46. Jena 1771 (Resp. Johann Heinrich Walther)
- Erster Umriss einer Anleitung zu den philosophischen Wissenschaften. Gollner, Jena 1772–1776, 2. Bde.
- Initia philosophiae justi. Jena 1781
- Initia philosophiae justi, seu juris naturae, socialis et gentium; scholae suae scripsit. Jena 1783, Jena 1790 Vollständig bei Google
- Hrn. Karl Denina Bibliopoeie oder Anweisung für Schriftsteller, aus dem Ital. Berlin und Stralsund 1783
- Diss. philosophiae ratione universa quaedam. Jena 1784
- Institutiones Logicae et Metaphysicae. Jena 1785 Vollständig in der SUB Göttingen; Jena 1792 Vollständig bei Google
- Eleutheriologie, oder über Freyheit und Nothwendigkeit. Jena 1788. Vollständig bei Google.Vollständig im Internet Archive Auch als sprachlich überarbeitete Neuauflage (Editor: H.F. Rudolph), Hamburg 2019: ISBN 1797613995
- Initia Philosophiae de Natura Divina s. Theologiae Rationalis. Jena 1788 Vollständig in der SUB Göttingen
- Einleitung zur Moral, zum Gebrauch der Vorlesungen. Jena 1789
- Edito partis generalis tertia, specialis secunda, auctior et correctior. Jena 1789